# Siphona floridensis
Siphona floridensis är en tvåvingeart som beskrevs av O'hara 1982. Siphona floridensis ingår i släktet Siphona och familjen parasitflugor.
Artens utbredningsområde är Florida. Inga underarter finns listade i Catalogue of Life.